# Адлерберг, Максим Фёдорович
Максим Фёдорович Адлерберг (1795—1871) — генерал от инфантерии.

## Биография
Родился 10 декабря 1795 года, сын майора Фридриха-Иоганна-Фёдора Адлерберга.
Учился в Ревельской дворянской школе. В 1814 году вступил на военную службу юнкером в лейб-гвардии Сапёрный батальон. В 1817 году переведён прапорщиком в лейб-гвардии Литовский полк. В 1820-х годах Адлерберг служил в 4-м морском полку.
В 1829 году назначен командиром Новоингерманландского пехотного полка, произведён в полковники. Во главе этого полка Адлерберг принимал участие в войне против восставших поляков и отличился в сражении при Остроленке и штурме Варшавских укреплений. За Остроленку он получил орден Св. Владимира 3-й степени, а за отличие при штурме Варшавы он 25 декабря 1831 года был удостоен ордена Св. Георгия 4-й степени (№ 4625 по кавалерскому списку Григоровича — Степанова). Во время этой кампании он был также награждён орденом Св. Анны 2-й степени и польским знаком отличия за военное достоинство (Virtuti Militari) 3-й степени.
С 28 января 1838 года — генерал-майор и 23 октября назначен командиром 2-й бригады 2-й пехотной дивизии. С 1847 года командовал 2-й бригадой 17-й пехотной дивизии. В генерал-лейтенанты произведён 6 декабря 1849 года, с назначением начальником 2-й пехотной дивизии.
С 1850 года (по другим данным — с 1855 года) состоял членом генерал-аудиториата Военного министерства и в 1867 году произведён в генералы от инфантерии с назначением членом Комитета о раненых.
Скончался 19 октября 1871 года.
Жена (с 18.01.1833) — Теодозия Гедвига (Феодосия Александровна) фон Трефурт (1817—1888). По воспоминаниям генерала И. Т. Беляева, «у всемогущей тети Доси был удивительный талант – все принимали её с распростертыми объятиями. Энергия ее была неистощима, она принимала горячее участие во всех, кто к ней обращался, немедленно пускала в ход все пружины и устраивала все как нельзя лучше. Много лет после кончины её вспоминали со слезами во всех слоях старого Петербурга».
В браке имела детей: Владимир (1836—1902; действительный статский советник), Николай (1837—1871) и Фелиция (1841—1912; в замужестве Гейман).

## Награды
Российские:
- Орден Святого Георгия 4-й ст. (1831)
- Орден Святого Владимира 3-й ст. (1831)
- Орден Святой Анны 2-й ст. (1831)
- Знак отличия за XX лет беспорочной службы (1839)
- Орден Святого Станислава 1-й ст. (1842)
- Орден Святой Анны 1-й ст. (1845)
- Знак отличия за XXX лет беспорочной службы (1849)
- Знак отличия за XL лет беспорочной службы (1860)
- Императорская корона к ордену Святой Анны 1-й ст. (1862)
- Орден Святого Владимира 2-й ст. с мечами (1866)
- Знак отличия за военное достоинство 3-й ст. (1831)